# Gravel-Weltmeisterschaften 2024
Die Gravel-Weltmeisterschaften 2024 fanden am 5. und 6. Oktober 2024 in der belgischen Provinz Flämisch-Brabant statt. Die Rennen starteten in Halle und endeten in Leuven.
Die UCI hatte im September 2022 die Ausrichtung der Weltmeisterschaften an Flämisch-Brabant vergeben. Der belgische Radsportverband und die zuständigen Behörden hatten anschließend Halle und Leuven zu Start- und Endpunkten bestimmt und die Organisation an den Veranstalter Golazo übertragen. Als Testlauf waren im Oktober 2023 die Gravel-Europameisterschaften mit einer sehr ähnlichen Schlussrunde veranstaltet worden.
Wie in den Vorjahren gab es je ein Rennen für Männer und Frauen in der Kategorie Elite, darüber hinaus Jedermannrennen nach Altersgruppen für Fahrer, die keinem bei der UCI registrierten Team angehören. Diese Fahrer mussten sich zuvor über die UCI Gravel World Series qualifizieren.

## Parcours
Die Rennen starteten am Joseph Possozplein in Halle und führten zunächst auf Feldwegen sowie kleineren Straßen auf eine Runde um den Ort, bevor ein Stück des Treidelpfads am Kanal Charleroi-Brüssel zurückgelegt wurde. Anschließend ging es durch den Hallerbos und den Sonienwald Richtung Leuven, wo eine knapp 48 km lange Schlussrunde begann. Diese führte durch die Wälder Meerdaalwoud und Heverleebos zurück nach Leuven. Alle genannten Waldgebiete sind Teil des 2023 eingerichteten Nationalparks Brabantse Wouden. Das Ziel befand sich in der Innenstadt von Leuven am Ende der Bondgenotenlaan vor dem Bahnhof.
Die Frauen der Elite-Kategorie starteten am 5. Oktober, ihr Rennen war 134 km lang und durchlief die Schlussrunde einmal. Kurz danach starteten die Altersgruppen der Frauen unter 50 und Männer von 50 bis 64, die denselben Parcours fuhren. Frauen ab 50 und Männer ab 65 starteten wiederum etwas später und ließen die Schlussrunde aus. Am 6. Oktober fanden die Rennen der Männer-Elite und der Männer bis 49 statt. Diese Gruppen durchliefen die Schlussrunde zweimal.

## Resultate

### Frauen Elite
| Rang | Name            | Zeit       |
| ---- | --------------- | ---------- |
| 1    | Marianne Vos    | 4:01:07 h  |
| 2    | Lotte Kopecky   | + 0:01 min |
| 3    | Lorena Wiebes   | + 3:57 min |
| 4    | Puck Pieterse   | + 4:09 min |
| 5    | Romy Kasper     | + 4:15 min |
| 6    | Soraya Paladin  | + 6:00 min |
| 7    | Riejanne Markus | + 6:04 min |
| 8    | Femke Markus    | + 8:52 min |
| 9    | Emma Norsgaard  | gl. Zeit   |
| 10   | Lucinda Brand   | + 8:53 min |

Etwa zur Mitte des Rennens, 70 km vor dem Ziel, entstand nach mehreren Attacken ein Spitzenduo aus Lotte Kopecky, die eine Woche zuvor bei der Straßen-WM gesiegt hatte, und der Cyclocross-Rekordweltmeisterin Marianne Vos, gefolgt von einer Gruppe aus Nicole Frain, Romy Kasper, Soraya Paladin, Mountainbike-Weltmeisterin Puck Pieterse und Gravel-Europameisterin Lorena Wiebes. Kopecky und Vos arbeiteten zusammen und verschafften sich einen großen Vorsprung; im Sprint hatte Vos die größeren Reserven und gewann ihren 14. Weltmeistertitel im Radsport. In der Gruppe dahinter fielen zunächst Frain und dann Paladin zurück; die drei anderen kamen zusammen nach Leuven, wo Wiebes die stärkste war und Bronze holte.
Die zwei Siegerinnen der vorherigen Weltmeisterschaften, Pauline Ferrand-Prévot und Katarzyna Niewiadoma, hatten ihre Teilnahme kurzfristig abgesagt.

### Männer Elite
| Rang | Name                 | Zeit       |
| ---- | -------------------- | ---------- |
| 1    | Mathieu van der Poel | 4:41:23 h  |
| 2    | Florian Vermeersch   | + 1:03 min |
| 3    | Quinten Hermans      | + 3:47 min |
| 4    | Jasper Stuyven       | gl. Zeit   |
| 5    | Gianni Vermeersch    | + 3:48 min |
| 6    | Connor Swift         | gl. Zeit   |
| 7    | Matej Mohorič        | gl. Zeit   |
| 8    | Tim Merlier          | + 4:15 min |
| 9    | Timo Kielich         | gl. Zeit   |
| 10   | Toon Aerts           | gl. Zeit   |

Das Rennen fand bei sehr guten Witterungsbedingungen statt. Nach einer Tempoverschärfung durch Mathieu van der Poel zur Mitte des Rennens bildete sich eine Spitzengruppe von 16 Fahrern, darunter nicht weniger als zehn Belgiern. Diese machten jedoch kaum Anstalten, ihre numerische Überlegenheit zu nutzen, und eine weitere Attacke van der Poels bei der ersten Passage des Kapellendreefs, einem Waldweg bei Oud-Heverlee, reduzierte die Gruppe auf sieben Fahrer, zu denen noch Quinten Hermans, Matej Mohorič, Connor Swift, Jasper Stuyven, Florian Vermeersch und Gianni Vermeersch gehörten. Bis auf Hermans hatten alle diese Fahrer bereits bei Welt- oder Europameisterschaften Medaillen gewonnen.
45 km vor dem Ziel attackierte Florian Vermeersch, und van der Poel ging mit. Die beiden bauten ihren Vorsprung angesichts der Uneinigkeit hinter ihnen schnell aus. Bei der zweiten Passage des Kapellendreefs ließ van der Poel seinen Begleiter hinter sich und gewann überlegen das Rennen. Florian Vermeersch wurde Zweiter, den Kampf um Bronze entschied Hermans für sich.

### Altersgruppen
| Klasse | Teilnehmer | Strecke | Erster                | Zweiter                 | Dritter                 |
| ------ | ---------- | ------- | --------------------- | ----------------------- | ----------------------- |
| M19-34 | 505        | 182 km  | Killian Tharrut       | Jacob Peter Heß         | Maxim Laverge           |
| M35-39 | 232        | 182 km  | Jo Pirotte            | Kevin Sadoudi           | Koos Jeroen Kers        |
| M40-44 | 232        | 182 km  | Carlo Porco           | Steve Maginet           | Alberto Losada          |
| M45-49 | 240        | 182 km  | Loïc Herbreteau       | Bram Tankink            | Erwin Bakker            |
| M50-54 | 228        | 135 km  | Joan Horrach          | Peter Verstraete        | Tomás Misser            |
| M55-59 | 138        | 135 km  | Jonas Tell            | Lieven Van de Perre     | Udo Bölts               |
| M60-64 | 91         | 135 km  | Fernández Mario       | Kari Myrryläinen        | Stefaan Demeulemeestere |
| M65-69 | 42         | 87 km   | Andreas Suls          | Hermann Mandler         | Rocco Cattaneo          |
| M70-74 | 30         | 87 km   | Wilfried Straub       | Paolo Federico Delmonte | Roger Cull              |
| M75-79 | 13         | 87 km   | Jozef De Wever        | Albert Raven            | Jan Roeters             |
| M80–84 | 2          | 87 km   | Roger Landeloos       | William Humphreys       |                         |
| F19-34 | 78         | 135 km  | Marine Lenehan        | Eva Jonkers             | Jana Priau              |
| F35-39 | 39         | 135 km  | Kim Knaeps            | Wies de Jong            | Eltina van Wijk         |
| F40-44 | 39         | 135 km  | Marjolein de Vliegher | Janni Spangsberg        | Martha Maltha           |
| F45-49 | 40         | 135 km  | Stefanie Adam         | Jessica Clarén          | Petra Sweertman         |
| F50-54 | 39         | 87 km   | Marijke De Smedt      | Sabine Bombaert         | Amy Phillips            |
| F55-59 | 35         | 87 km   | Bente Kibsgaard       | Reza Ravenstijn         | Tracey Jacobs           |
| F60-64 | 21         | 87 km   | Laura Van Gilder      | Marianne Hald           | Hilda Quintens          |
| F65-69 | 9          | 87 km   | Ruth Clemence         | Linda Dewhurst          | Lillian Pfluke          |
| F70-74 | 3          | 87 km   | Vanessa Cooney        | Patricia Konantz        |                         |
| F80-84 | 1          | 87 km   | Wendy Skean           |                         |                         |